# Isomertieit
Isomertieit ist ein sehr selten vorkommendes Mineral aus der Mineralklasse der „Sulfide und Sulfosalze“ mit der chemischen Zusammensetzung Pd11Sb2As2 und ist damit chemisch gesehen ein legierungsähnliches Sulfid aus Palladium, Antimon und Arsen. 
Isomertieit kristallisiert im kubischen Kristallsystem und bildet bis zu 0,8 mm große Körner von blass gelber Farbe.

## Etymologie und Geschichte
Das Mineral wurde 1974 von A. M. Clark, A. J. Criddle und E. E. Fejer in der Typlokalität Itabira im brasilianischen Bundesstaat Minas Gerais entdeckt. Sie nannten das neue Mineral nach dem sehr ähnlichen Mineral Pseudomertieit (Mertieit-I), das wiederum nach dem amerikanischen Geologen John Beaver Mertie Jr. benannt ist.

## Klassifikation
In der veralteten 8. Auflage der Mineralsystematik nach Strunz war der Isomertieit noch nicht aufgeführt.
In der zuletzt 2018 überarbeiteten Lapis-Systematik nach Stefan Weiß, die formal auf der alten Systematik von Karl Hugo Strunz in der 8. Auflage basiert, erhielt das Mineral die System- und Mineralnummer II/A.05-050. Dies entspricht der Klasse der „Sulfide und Sulfosalze“ und dort der Abteilung „Legierungen und legierungsartige Verbindungen“, wo Isomertieit zusammen mit Arsenopalladinit, Atheneit, Genkinit, Majakit, Menshikovit, Mertieit, Miessiit, Naldrettit, Palladoarsenid, Palladobismutoarsenid, Palladodymit, Polkanovit, Pseudomertieit, Rhodarsenid, Stibiopalladinit, Stillwaterit, Törnroosit, Ungavait, Vincentit und Zaccariniit eine unbenannte Gruppe mit der Systemnummer II/A.05 bildet.
Die von der International Mineralogical Association (IMA) zuletzt 2009 aktualisierte 9. Auflage der Strunz’schen Mineralsystematik ordnet den Isomertieit in die Klasse der „Sulfide und Sulfosalze (Sulfide, Selenide, Telluride, Arsenide, Antimonide, Bismutide, Sulfarsenide, Sulfantimonide, Sulfbismutide)“ und dort in die Abteilung „Legierungen und legierungsartige Verbindungen“ ein. Hier ist das Mineral in der Unterabteilung „Legierungen von Halbmetallen mit Platin-Gruppen-Elementen (PGE)“ zu finden, wo es zusammen mit Miessiit eine unbenannte Gruppe mit der Systemnummer 2.AC.15a bildet.
In der vorwiegend im englischen Sprachraum gebräuchlichen Systematik der Minerale nach Dana hat Isomertieit die System- und Mineralnummer 02.16.02.01. Das entspricht der Klasse der „Sulfide und Sulfosalze“ und dort der Abteilung „Sulfidminerale“. Hier findet er sich innerhalb der Unterabteilung „Sulfide – einschließlich Seleniden und Telluriden – mit verschiedenen Formeln“ als einziges Mitglied in einer unbenannten Gruppe mit der Systemnummer 02.16.02.

## Modifikationen und Varietäten
Das Mineral ist dimorph zu Pseudomertieit (Mertieit-I).

## Bildung und Fundorte
Isomertieit bildet sich in Schwermetallkonzentraten, die aus präkambrischen Eisen-Edelmetall-Vorkommen entstanden sind. Es ist je nach Fundstelle vergesellschaftet mit Arsenopalladinit, Palladseit, Atheneit und Hämatit; Chalkopyrit, Millerit, Kotulskit, Arsenopalladinit und Hämatit oder Hongshiit, Cooperit, Sperrylith, Vysotskit, Magnetit, Bornit, Polydymit, Diopsid, Aktinolith und Epidot. 
Vom sehr seltenen Mineral sind nur wenige Fundorte bekannt. Neben der Typlokalität fand man Isomertieit in Curionópolis, im brasilianischen Bundesstaat Pará, Lac-des-Îles in Ontario (Kanada), Fengning in der chinesischen Provinz Hebei, Lappland in Finnland, Bleida in Marokko, Russland, dem Bushveld-Komplex in Südafrika, Torquay und der Insel Rùm im Vereinigten Königreich sowie den US-Bundesstaaten Alaska und Minnesota.

## Kristallstruktur
Isomertieit kristallisiert im kubischen Kristallsystem in der Raumgruppe Fd3m (Raumgruppen-Nr. 227) mit dem Gitterparameter a = 12,283 Å sowie acht Formeleinheiten pro Elementarzelle. 